# Reangelo Manuel
Reangelo Manuel (Nijmegen, 16 juni 1995) is een Nederlands voetballer van Angolese komaf die als aanvaller voor speelt.

## Carrière
Reangelo Manuel speelde in de jeugd van AA Gent, wat hem in het seizoen 2015/16 verhuurde aan KSK Heist, uitkomend op tweede niveau van België. Hij maakte zijn debuut in de Tweede klasse op 8 augustus 2015, in de met 3-1 verloren uitwedstrijd tegen Lommel United. In de zomer van 2016 vertrok hij van Gent naar ENAD Polis Chrysochous FC, wat op het tweede niveau van Cyprus speelt. In 2017 ging hij naar Othellos Athienou. In augustus 2018 ging Manuel voor AEZ Zakakiou spelen. Vanaf januari 2019 speelt Manuel voor KFC Duffel. Een jaar later ging hij naar KSK Ronse. Vanaf medio 2020 speelt hij voor Berchem Sport. In 2021 ging Manuel naar SK Londerzeel.

### Statistieken
| Seizoen                        | Club           | Land           | Competitie     | Competitie | Competitie | Beker | Beker | Totaal | Totaal |
| Seizoen                        | Club           | Land           | Competitie     | Wed.       | Dlp.       | Wed.  | Dlp.  | Wed.   | Dlp.   |
| ------------------------------ | -------------- | -------------- | -------------- | ---------- | ---------- | ----- | ----- | ------ | ------ |
| 2015/16                        | → KSK Heist    | België         | Tweede klasse  | 22         | 1          | 1     | 0     | 23     | 1      |
| Carrièretotaal                 | Carrièretotaal | Carrièretotaal | Carrièretotaal | 22         | 1          | 1     | 0     | 23     | 1      |
| Bijgewerkt op 25 februari 2017 |                |                |                |            |            |       |       |        |        |